# Stamm-Blatt-Diagramm
Das Stamm-Blatt-Diagramm (auch Zweig-Blätter- oder Stängel-Blatt-Diagramm sowie in englischer Sprache stem-and-leaf plot oder stemplot) ist ein grafisches Werkzeug der deskriptiven und explorativen Statistik. Als Entwickler dieser Diagrammart gilt John W. Tukey.
Ähnlich wie das Histogramm oder der Boxplot dient das Stamm-Blatt-Diagramm der Visualisierung von Häufigkeitsverteilungen. Anders als bei jenen bleibt die Darstellung der Werte jeder einzelnen Beobachtung mit gewünschter Genauigkeit erhalten. Aus einem Stamm-Blatt-Diagramm lassen sich statistische Kennzahlen wie Modalwert, Median und Quantile ablesen. Allerdings stößt diese Art der Darstellung bei einer großen Zahl von Merkmalen an ihre Grenzen.

## Aufbau
Das Diagramm besteht aus zwei Spalten. Die linke Spalte enthält als „Stämme“ die Äquivalenzklassen, in die die auf der rechten Seite als „Blätter“ dargestellten Merkmale eingeteilt werden. Typisch ist eine Klassenbildung nach dem Dezimalsystem, aber auch andere Unterteilungen sind möglich, zum Beispiel die ersten beiden Ziffern als Stamm zu wählen. Als Faustregel für die Anzahl der Äquivalenzklassen gilt {\displaystyle 10\cdot \log _{10}(n)}, wobei n die Anzahl der Datensätze ist.

### Beispiel
Eine Messreihe hat folgende, schon geordnete, Daten ergeben:
```
         0,3    0,4    2,5    2,5    2,6    2,7    2,8    3,5    3,7
```

Wählt man die natürlichen Zahlen als Klasseneinteilung, ergibt sich folgendes Stamm-Blatt-Diagramm. Damit das Diagramm korrekt gelesen werden kann, ist die Angabe der zur Erstellung verwendeten Einheit wichtig:
```
3 | 5 7
2 | 5 5 6 7 8
1 |
0 | 3 4
Einheit = 0,1
```

Mit einem modifizierten Stamm-Blatt-Diagramm lassen sich zwei Verteilungen visuell vergleichen. Angenommen, es gäbe eine zweite Messreihe mit folgenden Daten:
```
         0,4    1,2    1,8    2,1    2,1    2,9
```

Nun kann man diese auf die linke Seite des "Stamms" schreiben:
```
      | 3 | 5 7
1 1 9 | 2 | 5 5 6 7 8
  2 8 | 1 |
    4 | 0 | 3 4
Einheit = 0,1
```